# Ópera de Lille
La Ópera de Lille es un teatro de la ciudad de Lille, edificio de estilo neoclásico construido entre 1907 y 1913, e inaugurado en 1923.

## Historia

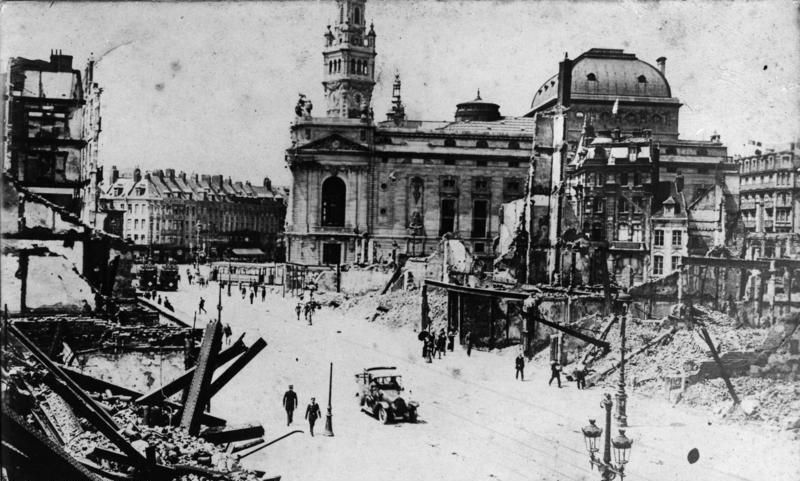
La Ópera de Lille sufrió el ataque con obuses durante la guerra, imagen de 1916

En 1903, un incendio destruyó la ópera anterior. El municipio de Lille decidió entonces lanzar un concurso para la construcción de un nuevo edificio. El ganador fue el arquitecto Louis Marie Cordonnier , que se inspiró en la Ópera Garnier y los teatro a la italiana.
El nuevo teatro reemplazó a un teatro que había sido construido por el arquitecto Lequeux y que como se ha dicho anteriormente, había sido destruido por el fuego.
En 1914 , la obra todavía no está terminada, y los alemanes ocuparon y requisaron parte del mobiliario y los materiales del teatro provisional de la Ópera de Lille, el Teatro Sebastopol . Es por eso que los asientos son de color rojo en la actualidad , aunque habían sido previstos en azul (en el proyecto originalmente trazado por Cordonnier, solamente la roseta del techo sigue o mantiene el proyecto original).
En cuatro años de ocupación, un centenar de representaciones son llevadas a escena. El final de la guerra permitió la restauración de la ópera, que abrió sus puertas nuevamente en 1923 para su "première " francesa.
La decoración escultórica de la fachada es obra de Alphonse-Amédée Cordonnier. Algunos bocetos se conservan en el Palacio de Bellas Artes de Lille
En 1998 , la inspección de las condiciones de seguridad del edificio obligó al municipio a cerrar la ópera urgentemente, cuando la temporada estaba en marcha. El cumplimiento de la normativa de seguridad se complementa con mejoras en las condiciones de atención al público y de los espacios de bambalinas para los actores y técnicos. El proyecto es entonces confiado a los arquitectos Patrice Neirinck y Pierre-Louis Carlier .
Finalmente en 2003 , se produce la reapertura, anticipándose unos meses a la celebración de Lille 2004 , Capital Europea de la Cultura en 2004 . 

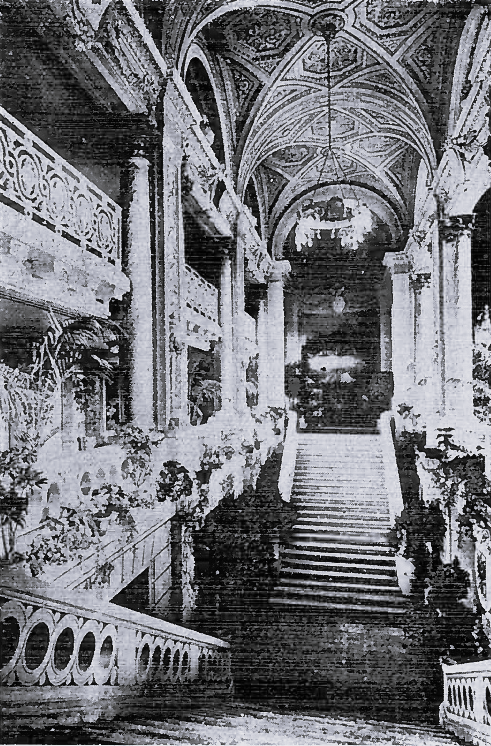
Escalera
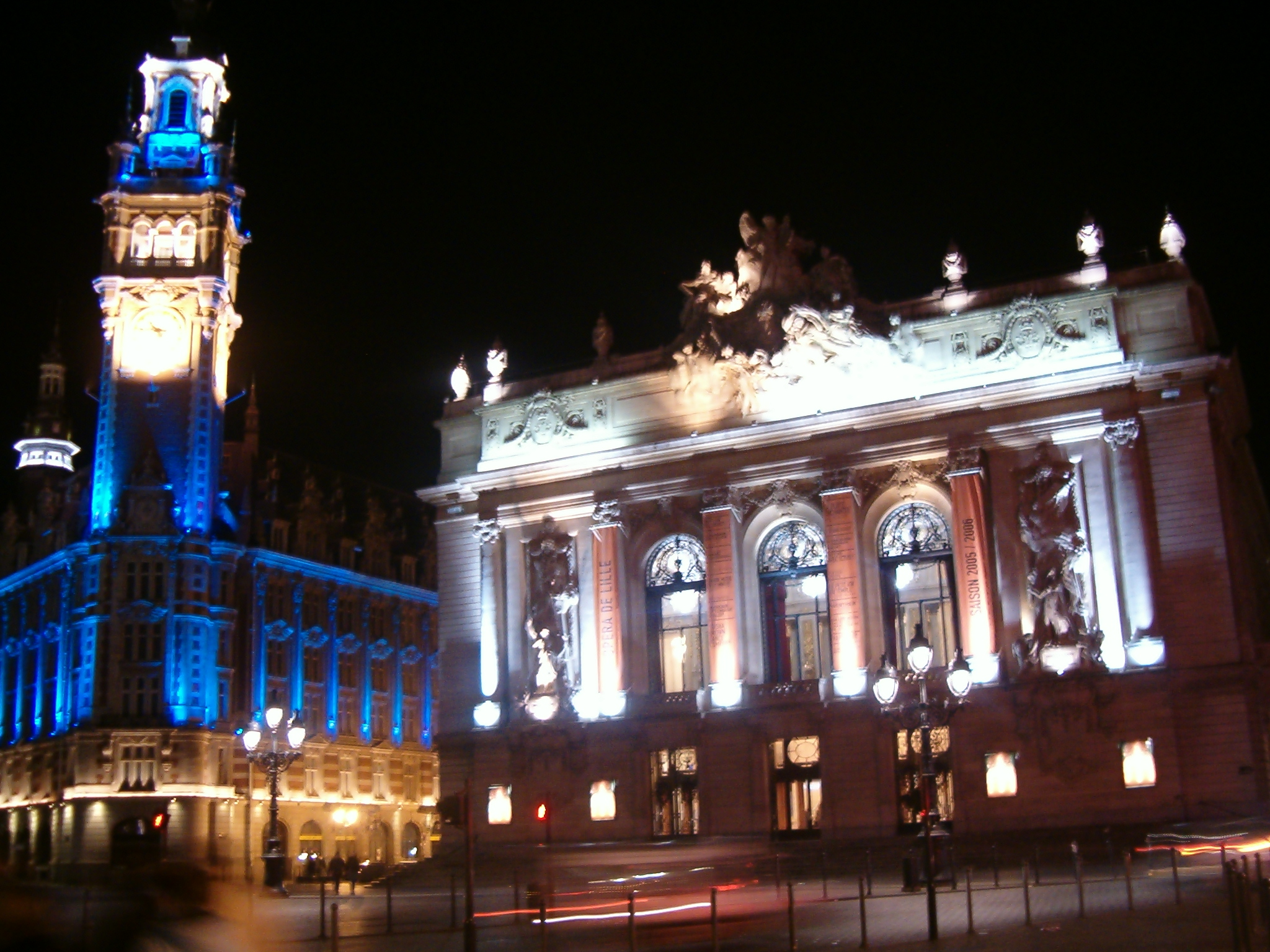
Plaza del Teatro : Cámara de Comercio (izd.) i la Ópera (dch.)
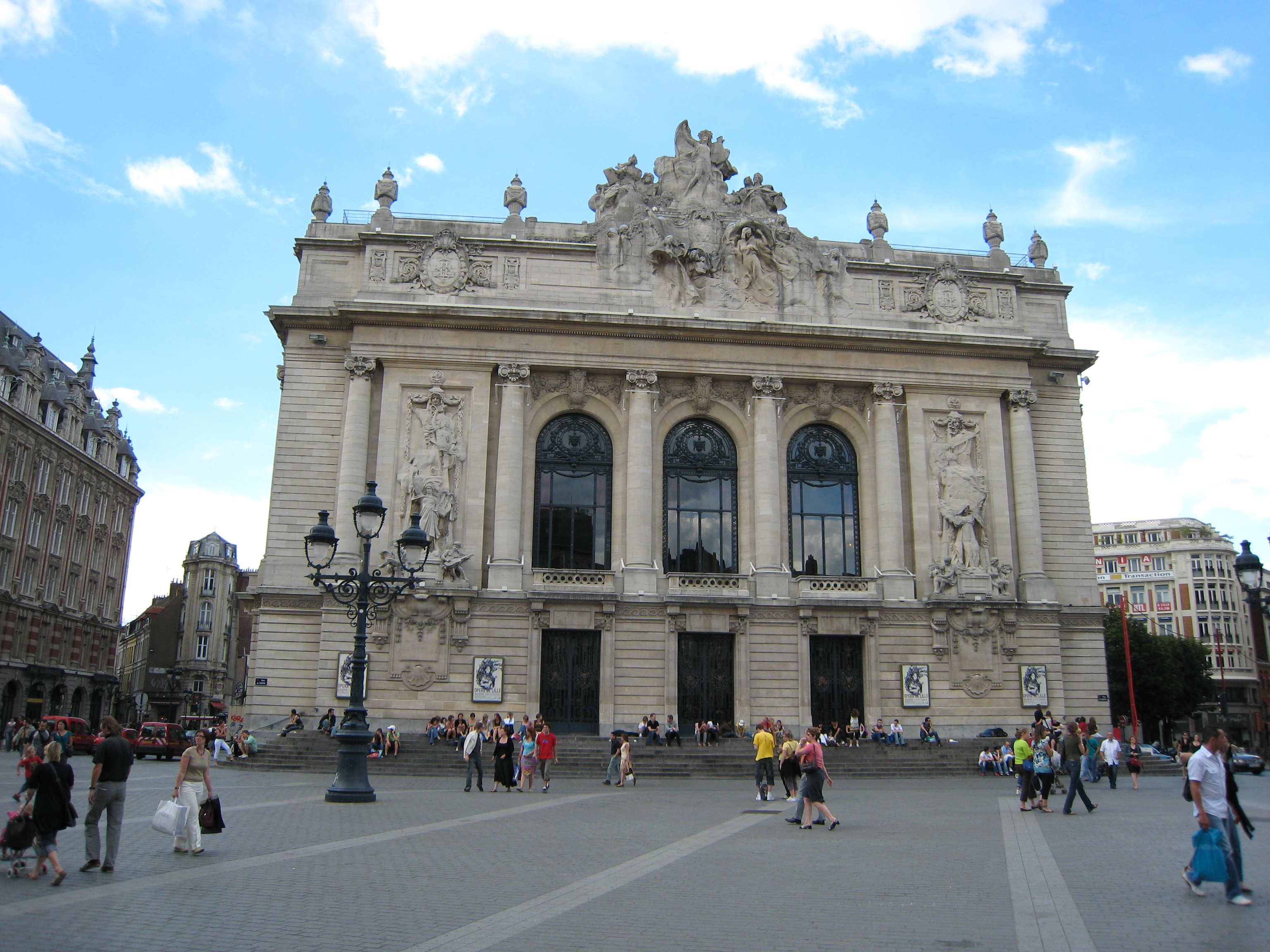
La Ópera de Lille está situada en el corazón de Lille
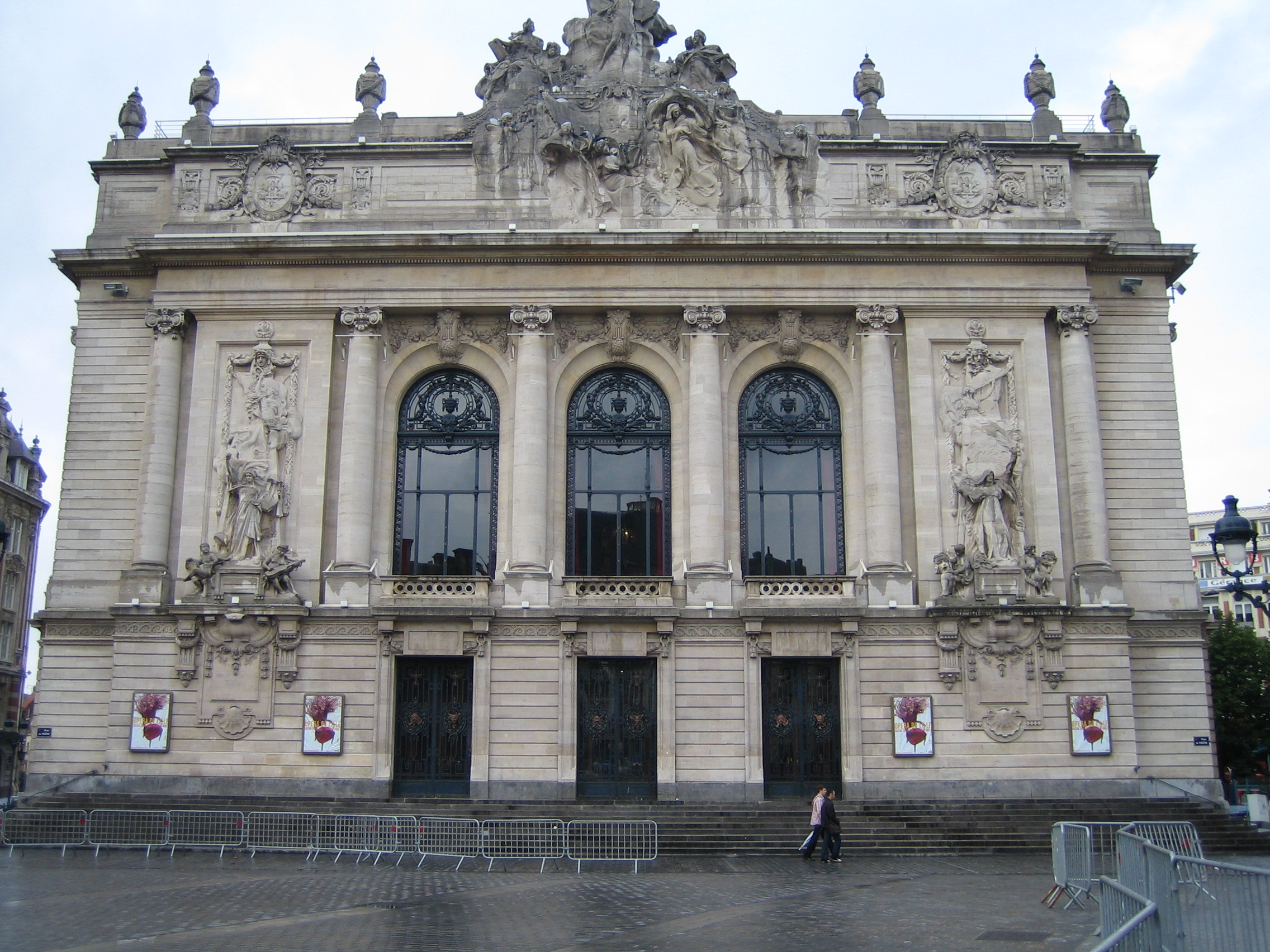
La fachada de la Ópera
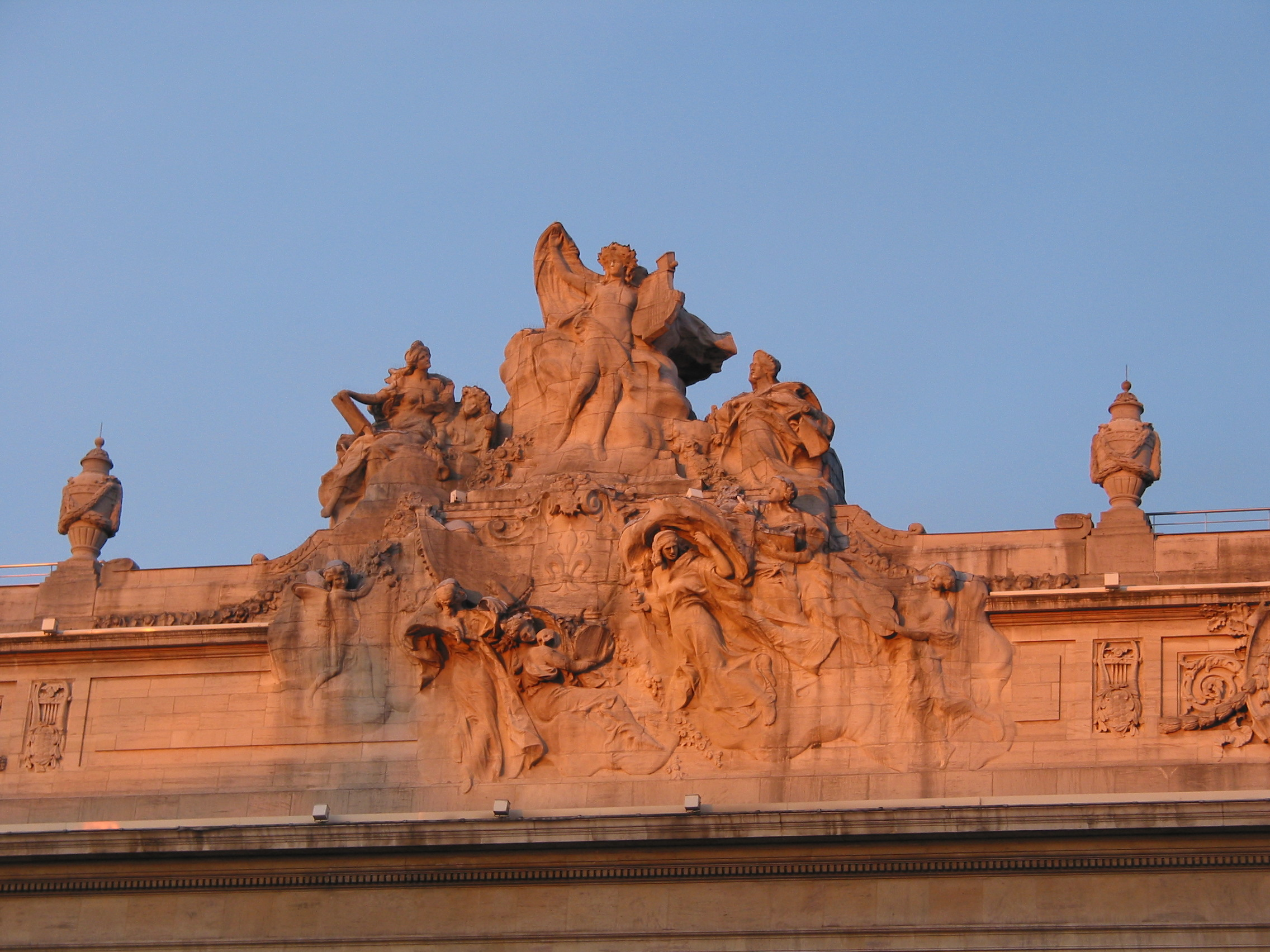
Esculturas y relieves de la parte superior-superior de la fachada de la Ópera